# 4597 Консолмаґно
4597 Консолмаґно (4597 Consolmagno) — астероїд головного поясу, відкритий 30 жовтня 1983 року.
Тіссеранів параметр щодо Юпітера — 3,396.